# Četrtne skupnosti Ljubljane
Četrtna skupnost Ljubljane je lokalna samoupravna enota Mestne občine Ljubljane, katere glavna naloga je sodelovanje z Mestnim svetom Ljubljane pri raznih odločitvah, ki zadevajo dotično četrtno skupnost.
Četrtne skupnosti opravljajo tudi naloge na področjih lokalnih gospodarskih javnih služb in prometa, gospodarjenja z zemljišči, urbanizma in varstva okolja, družbenih dejavnosti, gospodarskih dejavnosti in turizma ter zaščite, reševanja in civilne obrambe.
Četrtna skupnost je pravna oseba javnega prava, ki v pravnem prometu nastopa v okviru nalog, ki so določene v Statutu MOL in Odloku o nalogah četrtnih skupnosti.
Četrtno skupnost kot pravno osebo zastopa Svet, ki ga predstavlja predsednik sveta.

## Seznam četrtnih skupnosti
Trenutno je MOL razdeljena na 17 četrtnih skupnosti:
- Bežigrad (1)
- Center  (2)
- Črnuče  (3)
- Dravlje  (4)
- Golovec  (5)
- Jarše  (6)
- Moste  (7)
- Polje  (8)
- Posavje (9)
- Rožnik  (10)
- Rudnik  (11)
- Sostro (12)
- Šentvid  (13)
- Šiška  (14)
- Šmarna gora  (15)
- Trnovo  (16)
- Vič (17)